# Mengga
Mengga (en chino:勐戛镇, pinyin:Měnggā) es un poblado del distrito Mangshi bajo la administración directa de la ciudad-prefectura de Dehong. Se ubica al este de la provincia de Yunnan, sur de la República Popular China. Su área es de 356 km² y su población total para 2016 fue +20 mil habitantes.

## Administración
El poblado de Mengga se divide en 9 localidades que se administran en aldeas. 

## Etimología
La ciudad recibe el nombre en idioma de los Dai, minoría étnica de la región y significa "lugar preciso". Este no es un nombre chino, solo la transliteración fonética del original al mandarín.